# Ronchi dei Legionari
Ronchi dei Legionari (furlanski: Roncjis, slovenski: Ronke) je grad u Goričkoj pokrajini u Italiji.

## Zemljopis
Naselja (frazioni) na području ove općine su: Cave di Selz, Soleschiano i Vermegliano.
Ronchi dei Legionari graniči s općinama Doberdò del Lago, Fogliano Redipuglia, Monfalcone, San Canzian d'Isonzo, San Pier d'Isonzo i Staranzano.
Zemljopisno ova regija je dio Bisiacarije.

## Gospodarstvo
Na području općine nalazi se Zračna luka Trst koja je i glavna zračna luka Furlanije-Julijske krajine.

## Zbratimljena mjesta
- Wagna, Austrija
- Metlika, Slovenija